# Philippe Petit
Philippe Petit (ur. 13 sierpnia 1949 w Nemours) – francuski linoskoczek.
Jako dziecko nauczył się żonglować. Po raz pierwszy stanął na linie, mając 16 lat. Zanim ukończył 18 lat, został pięciokrotnie wyrzucony ze szkoły. Kształcił się samodzielnie. Nauczył się jazdy konnej, szermierki, stolarstwa, wspinaczki i rysowania.
Podczas podróży i występów w Europie, Rosji, Australii i Stanach Zjednoczonych uczył się języków: hiszpańskiego, niemieckiego, rosyjskiego i angielskiego. Jest też znawcą architektury i budownictwa.
Osiągnięciem, które przyniosło mu największy rozgłos, było przejście po linie rozpiętej między wieżami World Trade Center 7 sierpnia 1974 r. Wyczyn ten stał się tematem filmów: dokumentalnego Człowiek na linie (2008) Jamesa Marsha oraz fabularnego The Walk. Sięgając chmur (2015) w reżyserii Roberta Zemeckisa.
Petit jest autorem sześciu książek.